# یانگتای
یانگتای (به لاتین: Yongtai County) یک شهرستان در جمهوری خلق چین است که در فوجو واقع شده‌است.